# Episodi di The Blacklist (settima stagione)
La settima stagione della serie televisiva The Blacklist, composta da 19 episodi, è stata trasmessa in prima visione assoluta negli Stati Uniti dal network NBC dal 4 ottobre 2019, divisa in due parti: la prima ha avuto termine il 13 dicembre 2019, mentre la seconda parte è iniziata il 20 marzo ed è terminata il 15 maggio 2020. La stagione era inizialmente composta da 22 episodi, ma è stata ridotta a 19 a causa della pandemia di coronavirus.
In Italia la stagione è stata trasmessa su Fox Crime, canale a pagamento della piattaforma satellitare Sky, dal 20 marzo al 26 giugno 2020. Invece in chiaro è stata trasmessa su Rai 2 dal 7 giugno al 12 luglio 2021.
| nº | Titolo originale                       | Titolo italiano                          | Prima TV USA     | Prima TV Italia |
| -- | -------------------------------------- | ---------------------------------------- | ---------------- | --------------- |
| 1  | Louis T. Steinhil (No. 27)             | Louis T. Steinhil (nº 27)                | 4 ottobre 2019   | 20 marzo 2020   |
| 2  | Louis T. Steinhil: Conclusion (No. 27) | Louis T. Steinhil (nº 27): Conclusione   | 11 ottobre 2019  | 20 marzo 2020   |
| 3  | Les Fleurs Du Mal (No. 151)            | Les Fleurs du Mal (nº 151)               | 18 ottobre 2019  | 27 marzo 2020   |
| 4  | Kuwait                                 | Kuwait                                   | 25 ottobre 2019  | 27 marzo 2020   |
| 5  | Norman Devane (No. 138)                | Norman Devane (nº 138)                   | 1º novembre 2019 | 3 aprile 2020   |
| 6  | Dr. Lewis Powell (No. 130)             | Il Dottor Lewis Powell (nº 130)          | 8 novembre 2019  | 3 aprile 2020   |
| 7  | Hannah Hayes (No. 125)                 | Hannah Hayes (nº 125)                    | 15 novembre 2019 | 10 aprile 2020  |
| 8  | The Hawaladar (No. 162)                | The Hawaladar (nº 162)                   | 22 novembre 2019 | 17 aprile 2020  |
| 9  | Orion Relocation Services (No. 159)    | Servizi di Ricollocamento Orion (nº 159) | 6 dicembre 2019  | 24 aprile 2020  |
| 10 | Katarina Rostova (No. 3)               | Katarina Rostova (nº 3)                  | 13 dicembre 2019 | 1º maggio 2020  |
| 11 | Victoria Fenberg (No. 137)             | Victoria Fenberg (nº 137)                | 20 marzo 2020    | 8 maggio 2020   |
| 12 | Cornelius Ruck (No. 155)               | Cornelius Ruck (nº 155)                  | 27 marzo 2020    | 15 maggio 2020  |
| 13 | Newton Purcell (No. 144)               | Newton Purcell (nº 144)                  | 3 aprile 2020    | 22 maggio 2020  |
| 14 | Twamie Ullulaq (No. 126)               | Twamie Ullulaq (nº 126)                  | 10 aprile 2020   | 29 maggio 2020  |
| 15 | Gordon Kemp (No. 158)                  | Gordon Kemp (nº 158)                     | 17 aprile 2020   | 5 giugno 2020   |
| 16 | Nyle Hatcher (No. 149)                 | Nyle Hatcher (nº 149)                    | 24 aprile 2020   | 12 giugno 2020  |
| 17 | Brothers                               | Fratelli                                 | 1º maggio 2020   | 19 giugno 2020  |
| 18 | Roy Cain (No. 150)                     | Roy Cain (nº 150)                        | 8 maggio 2020    | 26 giugno 2020  |
| 19 | The Kazanjian Brothers (No. 156-157)   | I fratelli Kazanjian (nº 156-157)        | 15 maggio 2020   | 26 giugno 2020  |

## Louis T. Steinhil (nº 27)
- Titolo originale: Louis T. Steinhil (No. 27)
- Diretto da: Bill Roe
- Scritto da: John Eisendrath e Jon Bokenkamp

### Trama
Reddington è tenuto prigioniero da un'organizzazione capeggiata da Katarina Rostova. Gli viene raccontato di trovarsi in ospedale a Parigi, di essere stato picchiato quasi a morte e di rischiare la paralisi. In realtà si tratta di una messa in scena organizzata da Louis. T Steinhil, l'"Illusionista". Red si trova ad Annapolis in un finto ospedale; quando la Task Force, con l'aiuto di Dembe, riesce a localizzarlo, arriva sul posto subito dopo che il suo tentativo di fuga è fallito ed è stato trasportato in un altro luogo dove Rostova si prepara a torturarlo per estorcergli informazioni. Nel frattempo Elizabeth e Ressler raccontano ad Aram e a Cooper le verità che hanno scoperto sulla storia di Elizabeth e sulla vera identità di Reddington/Koslov.
- Ascolti USA: telespettatori 4 050 000[2]

## Louis T. Steinhil (nº 27): Conclusione
- Titolo originale: Louis T. Steinhil: Conclusion (No. 27)
- Diretto da: Cort Hessler
- Scritto da: Lukas Reiter

### Trama
Katarina Rostova vuole sapere da Red chi è che la sta cercando; quando lui non sembra intenzionato a darle le risposte, lei minaccia di ucciderlo e di andare a interrogare Dominic, suo padre. L'infermiera aiuta Red a fuggire e lui si fa portare proprio da Dom, finendo così per guidare sul posto anche Katarina che lo stava tracciando. Dembe e Reddington, insieme a Dominic e all'infermiera Francesca, cercano di respingere l'assalto armato degli uomini di Katarina. Dom rimane colpito, e quando le cose sembrano mettersi al peggio sopraggiunge la Task Force con l'FBI, provocando la fuga di Katarina e dei suoi. Red continua a non rivelare a Elizabeth che è stata Katarina a rapirlo, e nemmeno che la donna è viva; anzi le rinfaccia il fatto che le sue indagini sul passato abbiano scatenato tutte queste conseguenze. Intanto Steinhil aveva finto il suicidio per sfuggire all'arresto, mentre Katarina, sconosciuta ad Elizabeth, si presenta come sua nuova vicina di casa.
- Ascolti USA: telespettatori 3 780 000[3]

## Les Fleurs du Mal (nº 151)
- Titolo originale: Les Fleurs Du Mal (No. 151)
- Diretto da: Lisa Robinson
- Scritto da: Kelli Johnson e Taylor Martin

### Trama
Red continua la ricerca di Katarina e per questo si serve della task force. Aram si offre volontario per partecipare ad un incontro di una associazione criminale chiamata Les Fleurs Du Mal, dove ricconi annoiati mettono in atto spettacoli in cui uno degli ospiti è chiamato a risolvere una prova impossibile in un tempo limitato che alla fine lo porterà alla morte. Aram riesce a farsi invitare alla serata aiutato dalla moglie di un riccone rimasto vegetale a causa de Les Fleur du Mal. Durante la serata Aram piazzando un localizzatore gps riesce a far arrivare l’FBI ed arrestare tutti. L’organizzatore della serata rivela dove si trova Steinhil, ma quando Red arriva in casa sua scopre che è già stato ucciso da Katarina, che ormai essendo diventata vicina di casa di Liz, ha piazzato una cimice in casa sua e conosce in anticipo ogni loro mossa.
- Ascolti USA: telespettatori 3 570 000[4]

## Kuwait
- Titolo originale: Kuwait
- Diretto da: Stephanie Marquardt
- Scritto da: Sean Hennen

### Trama
Cooper riceve un messaggio dall'Iran dal quale deduce che Daniel Hutton, suo collega trent'anni prima in Kuwait, che si credeva morto, è in realtà ancora vivo. Si reca quindi in Iran insieme a Reddington con l'obiettivo di riportarlo a casa, ma qui scopre che Hutton ha tradito gli Stati Uniti e si ritrova suo prigioniero. L'intervento di Red gli consente di salvarsi e provoca la morte di Hutton. Nel frattempo, Katarina coltiva il suo rapporto con l'ignara Elizabeth che è alla ricerca di una tata per Agnes. Quando è convinta di averne trovata una, Katarina la convince a rinunciare al lavoro, e così approfitta della richiesta di aiuto di Liz che le chiede di stare con la bambina, per frugare in casa sua e fotografare dei documenti che ritraggono Ilya Koslov.
- Ascolti USA: telespettatori 3 610 000[5]

## Norman Devane (nº 138)
- Titolo originale: Norman Devane (No. 138)
- Diretto da: Kurt Kuenne
- Scritto da: Noah Schechter

### Trama
Reddington viene a sapere che Katarina è in contatto con Norman Devane, un uomo che ha commesso diversi omicidi usando armi biologiche per far ammalare le sue vittime. Devane negli ultimi anni ha analizzato molti ragazzi che hanno poi frequentato un collegio nel quale si sono ammalati e alcuni di loro sono morti. Devane ha infatti curato il figlio del preside, il quale in cambio gli ha permesso di fare esperimenti all'interno del collegio. Quando la Task Force arriva al collegio, Ressler in una colluttazione punge Devane con la stessa sostanza che lui usava come arma; in seguito Reddington gli estorce il nome dell'uomo che Katarina sta cercando di curare, dopodiché lo uccide. Nel frattempo Bloom, l'amico di Reddington che lo aveva indirizzato a Parigi, segue un'altra pista per trovare il nome di chi ha coordinato il rapimento di Red a Parigi; intanto Aram coltiva la sua nuova relazione con Elodie, e sostituendosi casualmente a Bloom ad un matrimonio, riceve accidentalmente l'informazione che questi stava cercando.
- Ascolti USA: telespettatori 3 940 000[7]

## Il Dottor Lewis Powell (nº 130)
- Titolo originale: Dr. Lewis Powell (No. 130)
- Diretto da: Christine Gee
- Scritto da: Sam Christopher

### Trama
Uno scienziato specializzato nell'intelligenza artificiale viene ucciso dalla polizia dopo essere apparso in un video in cui minacciava un attentato. Il video era però un deep fake creato da un uomo che prende di mira anche altri personaggi coinvolti nella ricerca sulla IA, allo scopo di riportarla indietro nel tempo. Nel frattempo Reddington, attraverso un altro video falso, mette alla prova la fedeltà di Francesca, facendole credere che Katarina voglia indurla a tradirlo. Francesca cade nella trappola e Red la uccide. Intanto Elizabeth vuole introdurre una nuova componente nella Task Force: Alina Park, che però si mostra molto riluttante a lavorare con Reddington.
- Ascolti USA: telespettatori 4 190 000[8]

## Hannah Hayes (nº 125)
- Titolo originale: Hannah Hayes (No. 125)
- Diretto da: Adam Weisinger
- Scritto da: Daniel Cerone

### Trama
Un Governatore ricompare misteriosamente tre mesi dopo essere stato rapito. La responsabile del rapimento è Hannah Hayes, una dottoressa che non ha potuto abortire dopo avere subito una violenza sessuale e ora vuole vendicarsi degli uomini che vogliono imporre questo principio. Per farlo, dopo averli rapiti impianta loro un utero e poi un feto. Inoltre tiene prigioniero l'uomo che l'aveva violentata: quando la Task Force arriva a catturarla, lo uccide per impedirgli di avere l'affidamento della figlia. Nel frattempo, Katarina lavora per rintracciare Ilya Koslov, mentre Reddington sta cercando di arrivare a lei. Red scopre che Katarina ha trovato l'indirizzo di Koslov, che si rivela essere Bloom. È lui quindi, e non Reddington, il vero Ilya Koslov.
- Ascolti USA: telespettatori 3 980 000[9]

## The Hawaladar (nº 162)
- Titolo originale: The Hawaladar (No. 162)
- Diretto da: Paul Holahan
- Scritto da: Jon Bokenkamp e Lukas Reiter

### Trama
Red scopre che Ilya Koslov è stato rapito da Katarina Rostova; per trovarlo, finge di mettere la Task Force sulle tracce di Bhavish Ratna, un uomo che gestisce un network dedito alla Hawala, al quale lei si è rivolta per fare un pagamento. In realtà sfrutta la situazione per catturarlo in prima persona e riesce così a farsi dire che Katarina ha fatto un altro pagamento ad una certa Orion Relocation Services. Indispettito per il tranello in cui Red lo ha attirato, Cooper ottiene comunque una pista che gli consente di salvare un agente della DEA infiltrato in una organizzazione criminale. Nel frattempo Elizabeth scopre che Agnes ha assistito ad una scena violenta mentre si trovava con la sua vicina di casa, che lei ignora essere Katarina.
- Ascolti USA: telespettatori 3 910 000[10]

## Servizi di Ricollocamento Orion (nº 159)
- Titolo originale: Orion Relocation Services (No. 159)
- Diretto da: Stephanie Marquardt
- Scritto da: Sean Hennen e Taylor Martin

### Trama
Katarina ricorre all'aiuto di una tecnica ipnotica per indurre Koslov a rivelarle i fatti del 1991. Koslov si era accordato con Dominic per provocare la morte di Katarina allo scopo di proteggere Masha, ma nell'attentato era morto invece il suo nuovo marito. Nel frattempo, Red mette la Task Force sulle tracce della Orion Relocation Services. L'organizzazione aiuta criminali a scomparire e assumere una nuova identità, uccidendo le persone di cui i loro clienti assumeranno il nome. È a loro che si è rivolta Katarina per diventare sotto falso nome la vicina di Liz. Quando Red riesce a trovare la prossima vittima della Orion, arriva sul posto mentre questa viene aggredita, ma riesce a reagire e uccide la titolare; la donna muore davanti a Red, che così non può farsi dire dove si trova Katarina. È però Elizabeth che, esaminando i file della Orion, si rende conto dell'identità della sua vicina, e la affronta con l'intenzione di ucciderla.
- Ascolti USA: telespettatori 3 670 000[11]

## Katarina Rostova (nº 3)
- Titolo originale: Katarina Rostova (No. 3)
- Diretto da: Daniel Willis
- Scritto da: Daniel Cerone

### Trama
Grazie all'intervento del suo complice Berdy Chernov, Katarina riesce a sopraffare Liz e a prenderla prigioniera. All'Ufficio Postale la Task Force e Reddington hanno notato la sparizione di Liz: quando Red e Dembe fanno irruzione a casa sua capiscono che è stata rapita. Ricorrendo all'aiuto di Bogdan Krilov, Red e l'FBI identificano in Victor Skovic l'uomo che sta scavando nella memoria di Koslov. Red ottiene anche il nome di Chernov, il che ricorda ad Aram che nel biglietto ricevuto per caso al matrimonio, in cui senza saperlo si era sostituito a Koslov, gli era stato rivelato che il falso nome usato da Chernov era Gregory Flynn. Alina riconosce questo nome come quello fornitole dal vicino di Elizabeth, e quindi la Task Force capisce che la vicina di Liz è la donna che aveva rapito Red a Parigi. La casa di Liz viene quindi circondata: nel frattempo però Katarina ha conquistato la fiducia di Elizabeth svelandole che Reddington non è Ilya Koslov come le era stato detto, e mostrandole il vero Koslov che tiene prigioniero. Quando Liz viene a sapere che la Task Force è in arrivo aiuta a fuggire Katarina, Chernov e Skovic, mentre Reddington riesce a portare via Koslov precedendo l'arrivo di Ressler e di Aram. Subito dopo si accorge che Katarina sta fuggendo ma, mentre la segue, assiste alla sua uccisione da parte di due russi. Intanto Skovic è stato catturato dall'FBI, e Ressler gli chiede di cancellare i ricordi di Krilov. Nel frattempo Liz ha omesso di rivelare alla Task Force l'identità della sua vicina, ma Cooper ha intuito di chi si tratta. In seguito, raggiungendo Liz al capezzale di Dom, Red la informa della morte della donna di Parigi, ignorando che Liz sapeva trattarsi di Katarina. Elizabeth è sconvolta dalla notizia, ma subito dopo riceve una telefonata dalla stessa Katarina, che le rivela che la sua uccisione era una messa in scena.
- Ascolti USA: telespettatori 3 870 000[14]

## Victoria Fenberg (nº 137)
- Titolo originale: Victoria Fenberg (No. 137)
- Diretto da: Bill Roe
- Scritto da: T Cooper e Allison Glock-Cooper

### Trama
Reddington si accorge che un prezioso oggetto d'arte in suo possesso, uno scrigno bizantino, è in realtà un falso. Cerca allora di rintracciare il falsario, mettendo sulle sue tracce anche la Task Force. Il falsario è Victoria Fenberg, figlia di un magnate della farmaceutica al quale ha fatto causa Richard Vitaris, che ha perso il figlio a causa di una dipendenza dai suoi farmaci. Victoria aiuta segretamente Vitaris sostituendo le opere d'arte della sua famiglia con i falsi da lei fabbricati, per finanziare la causa di Richard vendendo gli originali. Mentre Red riesce a recuperare lo scrigno, l'FBI arresta Vitaris, che non rivela il ruolo di Victoria, anche se Ressler ha intuito la verità. Nel frattempo, Liz ha rivelato a Ressler che Katarina non è morta ma gli chiede di mantenere il segreto. Red continua a negare con Elizabeth che la donna di Parigi fosse Katarina. Aram invece va in difficoltà quando il marito di Elodie subisce un infarto: vorrebbe interrompere la relazione per non dover desiderare la morte dell'uomo, ma Elodie sembra convincerlo a prendere una strada diversa.
- Ascolti USA: telespettatori 5 380 000[15]

## Cornelius Ruck (nº 155)
- Titolo originale: Cornelius Ruck (No. 155)
- Diretto da: John Terlesky
- Scritto da: Lukas Reiter

### Trama
Reddington si reca su un'isola privata nel mar Baltico per incontrare un gruppo di ladri insieme ai quali possiede un set di scrigni bizantini rubati anni prima. Gli scrigni sono sei e ciascuno dei ladri ne possiede uno: l'obiettivo della riunione è vendere l'intero set, ma dopo poche ore i ladri cominciano a morire, uno alla volta, fino a che non rimangono solo Red e Cassandra, la padrona di casa sua vecchia fiamma che vorrebbe tornare insieme a lui. Reddington allora capisce che dietro quelle morti ci sono degli agenti turchi che vorrebbero recuperare gli scrigni nei quali è stato nascosto un file contenente nomi di agenti americani. In effetti l'isola è presidiata da un gruppo di uomini, capeggiati da Cornelius Ruck, che si erano finti servitori per Cassandra e che sono in realtà gli autori degli omicidi. Red e Cassandra riescono però a sopraffarli e a impadronirsi quindi dell'intero set di scrigni. In seguito progettano una vacanza insieme, ma Cassandra decide di rinunciare dopo avere visto Red assistere, insieme all'intera Task Force, ad un balletto di Agnes.
- Ascolti USA: telespettatori 4 370 000[16]

## Newton Purcell (nº 144)
- Titolo originale: Newton Purcell (No. 144)
- Diretto da: Michael Caracciolo
- Scritto da: Noah Schechter

### Trama
Newton Purcell è un uomo che ha subito danni all'udito a causa dei suoni prodotti dalle server farm, e ora prende di mira le persone che ritiene responsabili. Dopo avere attaccato un data center dell'azienda presso cui lavorava, uccide un uomo che aveva consentito la costruzione di un nuovo centro nella località dove si era spostato in seguito ai danni subiti. Reddington sottopone il caso alla Task Force, e quando Purcell sta per uccidere un'altra donna viene fermato appena in tempo da Alina e da Elizabeth, che deve bloccare la collega mentre sta per uccidere il ricercato. Alina sembra risentire di un episodio del suo passato avvenuto ad Anchorage. Nel frattempo Red sta sperimentando un nuovo modo per trasportare carichi di contrabbando servendosi di auto appena uscite dalla fabbrica; un disguido provocato da Glen mette in pericolo l'affare, e Raymond riesce a malapena a rimediare. Intanto Liz ricorre ad un'investigatrice privata per cercare di rintracciare Ilya Koslov, mentre la storia di Aram con Elodie arriva ad uno snodo con la morte del marito della donna.
- Ascolti USA: telespettatori 4 670 000[17]

## Twamie Ullulaq (nº 126)
- Titolo originale: Twamie Ullulaq (No. 126)
- Diretto da: Victor Nelli, Jr.
- Scritto da: Daniel Cerone

### Trama
Reddington coinvolge la Task Force per scoprire i responsabili della sparizione dei suoi container rubati nel Triangolo dell'Alaska. Quando la squadra si reca ad Anchorage, Alina deve fare i conti col proprio passato che la rende poco popolare presso i colleghi del posto. Seguendo una pista in Italia, Red individua in Twamie Ullulaq il capo della banda che rapina i carichi: si tratta di civili che erano stati addestrati militarmente per difendere l'Alaska all'epoca della Guerra Fredda, per essere poi abbandonati dallo stato in tempi successivi. Reddington ha anche manovrato per far sì che Alina si incontrasse con Edward Lussier, che fu il fidanzato di sua madre quando era bambina, e che lei accusava di averla uccisa. Si scopre poi che in realtà è stata la stessa Alina, involontariamente, a causare la morte della madre. Quando Alina viene rapita dalla banda di Ullulaq, si trova prigioniera insieme a Edward e con lui tenta la fuga, che va a buon fine per l'intervento di Ressler e Keen. Nel mentre Aram, insospettito dalla morte del marito di Elodie, scopre che era la stata la donna, e non il marito, a contattare Le Fleurs du Mal; scopre anche che è stata sempre lei a provocare la sua morte avvelenandolo, per cui la fa arrestare. Intanto Ressler evita di rispondere alle continue telefonate del fratello.
- Ascolti USA: telespettatori 4 860 000[18]

## Gordon Kemp (nº 158)
- Titolo originale: Gordon Kemp (No. 158)
- Diretto da: Andrew McCarthy
- Scritto da: Jonathan Shapiro e Lukas Reiter

### Trama
Reddington assiste ad una sparatoria in un minimarket nella quale una ragazza rimane uccisa subito dopo aver ricevuto la notizia di essere stata accettata al college. Reddington riesce però ad uccidere il rapinatore e assassino. Sconvolto e turbato dalla cosa, mette la Task Force sulle tracce di Gordon Kemp, il produttore della pistola a basso costo che ha ucciso la ragazza. L'FBI lo arresta e cerca di convincere un giudice a processarlo, ma il caso si presenta insostenibile e il giudice lo rigetta. Red allora cerca di rubare un carico di armi dell'azienda di Kemp, ma deve fare i conti proprio con la Task Force perché Cooper glielo vuole impedire. Per riuscirci, Cooper mente a Elizabeth, prevedendo la possibilità che lei avrebbe aiutato Reddington, come in effetti succede. Questo provoca attriti tra Cooper e Liz, mentre Red, che non è riuscito a rubare il carico, risolve la questione a modo suo uccidendo Kemp. Nel frattempo Ilya Koslov sembra mostrare segni di stress post-traumatico: è convinto che un'auto tenga d'occhio la sua casa e pensa che sia Katarina a cercarlo. La moglie non gli crede e inizialmente nemmeno Red, che però poi trova l'auto e rapisce la sua occupante. Si tratta dell'investigatrice che Liz aveva assunto per trovare Koslov: la donna è costretta ad ammettere da chi è stata ingaggiata e Red ne viene informato proprio mentre si trova con Elizabeth, scoprendo così che lei sa che lui non è Koslov.
- Ascolti USA: telespettatori 4 830 000[19]

## Nyle Hatcher (nº 149)
- Titolo originale: Nyle Hatcher (No. 149)
- Diretto da: Tessa Blake
- Scritto da: Katie Bockes

### Trama
Nyle Hatcher è un impresario di pompe funebri che seleziona cadaveri di uomini facoltosi per estrarre il loro seme e usarlo per fecondare prostitute. In seguito le donne fanno causa alla famiglia del defunto e, dopo avere partorito e incassato un accordo economico, vengono uccise da Hatcher, che poi si prende cura dei bambini. Quando alcuni dei cadaveri vengono casualmente ritrovati, le indagini della Task Force riescono a intercettare l'uomo e ad arrestarlo mentre sta per compiere l'ennesimo omicidio. Nel frattempo, l'imam di Dembe viene interrogato dall'antiterrorismo sull'attività di due suoi fedeli. Poco dopo l'imam viene rapito, e Reddington cerca di scoprire cosa si cela dietro la faccenda. I due musulmani in realtà si prendevano cura di rifugiati, mentre l'imam è stato rapito da Katarina. L'investigatrice che lavorava per Elizabeth è passata dalla parte di Red e lo aiuta a far sparire Koslov. Quando Liz la interroga, lei le rivela che mentre spiava Koslov aveva sentito parlare dell'archivio Sikorsky. Intanto il fratello di Ressler, non riuscendo a trovarlo al telefono, lo va a trovare di persona e gli mostra una foto che inquieta Donald. Reddington viene colto da un malore.
- Ascolti USA: telespettatori 4 830 000[20]

## Fratelli
- Titolo originale: Brothers
- Diretto da: Mahesh Pailoor
- Scritto da: Sean Hennen

### Trama
A Detroit, nel 1995, il padre di Ressler, agente di polizia, rimane ucciso in una sparatoria, tradito dal suo partner corrotto Tony Markin per non avere accettato di essere corrotto a sua volta. Il giovane Donald scopre per caso la verità e spara a Markin. Suo fratello maggiore Robby fa sparire il cadavere. Nel presente, nel luogo dove è sepolto il cadavere stanno per iniziare lavori di costruzione, e per questo Robby è venuto a cercare Donald. I due fratelli vanno a riesumare il cadavere, ma l'auto in cui lo ripongono viene rubata dalla mafia albanese, con cui Robby si è indebitato. Per restituirla gli albanesi chiedono a Donald di fornire loro un file che comprometterebbe un agente in incognito. Donald non vuole cedere al ricatto, e chiama in soccorso Elizabeth per arrestare gli albanesi, deciso poi a confessare il vecchio omicidio. Robby allora lo informa che Markin era ancora vivo dopo il suo sparo, e che era stato lui a finirlo con la pala prima di seppellirlo. Dopo l'arresto degli albanesi, i fratelli Ressler stanno per confessare, ma Elizabeth fa sparire il cadavere e quindi i due se la cavano. In seguito Donald rimprovera Liz per essersi esposta per lui, e lei gli risponde che lui è una figura importante della sua vita e non poteva permettersi di perderlo.
- Ascolti USA: telespettatori 4 500 000[21]

## Roy Cain (nº 150)
- Titolo originale: Roy Cain (No. 150)
- Diretto da: Daniel Willis
- Scritto da: Aiah Samba

### Trama
Mentre Reddington, a seguito del suo malore, comincia a pensare di cedere a Elizabeth il suo impero criminale, la Task Force indaga sul rapimento dell'imam di Dembe. Un'impronta digitale rinvenuta sul luogo del rapimento appartiene ad un detenuto in cella di isolamento, il che appare inspiegabile. Quando l'uomo viene interrogato dà segno di voler collaborare, ma subito dopo viene ucciso in carcere. Ricorrendo all'aiuto di Marvin Gerard, l'ex avvocato di Reddington da poco uscito dalla stessa prigione, la squadra scopre che il capo delle guardie porta all'esterno i detenuti in isolamento per consentire loro di commettere crimini coperti da un alibi inattaccabile. Il tutto avviene sotto la regia di Roy Cain, il direttore del carcere che viene pagato per commettere questi crimini. La Task Force intercetta i criminali mentre stanno per uccidere la testimone chiave di un processo, e da qui risalgono a Cain; immediatamente Reddington va da lui e lo uccide, non prima di essersi fatto dire il nome di chi ha ordinato il rapimento dell'imam. Red rimane molto sorpreso nel sentire il falso nome di Katarina Rostova, che nel frattempo stava per indurre Dembe a svelare i segreti di Reddington per salvare la vita dell'imam. L'irruzione di Red e dei suoi uomini provoca la liberazione dell'uomo e la fuga di Katarina, che in seguito si incontra con Liz e le fa capire che prima o poi sarà costretta a fare una scelta fra lei e Reddington.
- Ascolti USA: telespettatori 4 550 000[22]

## I fratelli Kazanjian (nº 156 - 157)
- Titolo originale: The Kazanjian Brothers (No. 156-157)
- Diretto da: Michael Caracciolo
- Scritto da: Kelli Johnson e Sam Christopher

### Trama
Reddington fornisce a Liz un nuovo caso: Frank Merwin, un contabile della malavita che è stato preso di mira da qualcuno dei suoi clienti e che viene protetto dai fratelli Kazanjian, che sono al servizio di Katarina e hanno inscenato il suo omicidio. Red, la cui salute continua a mostrarsi precaria, riesce a catturare i fratelli e a farsi organizzare da loro un incontro con l'uomo incaricato di versare del denaro a Katarina. Red informa Liz di questo incontro per metterla alla prova. Elizabeth, che è molto combattuta trovandosi a dover scegliere se stare dalla parte di sua madre o di Red, decide in favore di Katarina e l'avvisa, ma lei evita di far saltare l'incontro per non scoprire la mossa di Liz e far credere a Reddington che lei sta con lui. Intanto, le condizioni di Dom stanno migliorando, e il medico informa Liz che presto potrebbe svegliarsi.
- Ascolti USA: telespettatori 4 130 000[24]
- Curiosità: L'episodio è stato parzialmente girato in animazione a causa della chiusura della produzione per l'impatto in corso della pandemia di COVID-19. All'inizio e alla fine dell'episodio il cast e la troupe si rivolgono direttamente al pubblico, infrangendo la quarta parete.